# Santiago Amoltepec
Santiago Amoltepec è un comune del Messico, situato nello stato di Oaxaca.